# Condeești
Condeești – wieś w Rumunii, w okręgu Jałomica, w gminie Bărcănești. W 2011 roku liczyła 2019 mieszkańców.